# Samuel Hartlib
Samuel Hartli(e)b (ca. 1600 – 10 de marzo de 1662) fue un polímata germano-británico. Un promotor activo y escritor experto en diversos campos, se interesó por la ciencia, medicina, agricultura, política, y educación. Se asentó en Inglaterra, donde contrajo matrimonio y fallece. Fue contemporáneo de Robert Boyle con quien mantuvo una estrecha relación, y fue vecino de Samuel Pepys en Axe Yard.

## Biografía
Hartlib fue descripto como "el mayor acopiador de datos e información confidencial de Europa". Su principal objetivo era avanzar en la creación de conocimiento y por lo tanto se mantuvo en contacto con un amplio grupo de personas, desde filósofos hasta granjeros. Intracambió muchas cartas y correspondencia, mucha de la cual ha sobrevivido hasta nuestros días; se encuentra guardada en la colección Hartlib en la Universidad de Sheffield en Inglaterra. Fue una de las figuras intelectuales mejor interconectadas de la era del Commonwealth, tiene varias patentes en su haber, diseminando información y promoviendo el aprendizaje. Hizo circular diseños de máquinas de calcular, instrumentos para escritura doble, máquinas de siembra y de cosecha. Sus cartas escritas en alemán e inglés, han sido objeto de estudios en época reciente. 
Hartlib se había fijado el objetivo de "registrar todo el conocimiento humano y hacerlo universalmente disponible para la educación de toda la humanidad". Su obra ha sido comparada con la de los motores de búsqueda de internet.